# Stefan Clarin
Stefan Nils-Olov Clarin, tidigare Klarin, född 8 december 1971 i Degerfors, är en svensk skådespelare, sångare och dansare.

## Biografi
Han har medverkat i en lång rad produktioner på teatrar runt om i Sverige, Norge och Danmark.[källa behövs] Han har även medverkat i den egna produktionen Rolf – det går så länge som det går på Mosebacke Etablissement i Stockholm.[källa behövs]

## Filmografi
- 2007 – Bror och syster (TV-serie)
- 2017 – Ack Värmland (TV-serie)

## Teater

### Roller (ej komplett)
| År   | Roll                      | Produktion                                                                      | Regi                         | Teater                   |
| ---- | ------------------------- | ------------------------------------------------------------------------------- | ---------------------------- | ------------------------ |
| 1994 |                           | An der schönen blauen Donau (Geschichten aus dem Wiener Wald) Ödön von Horvath  | Thomas Müller                | Borås stadsteater        |
| 1997 |                           | Tolvskillingsoperan (Die Dreigroschenoper) Bertolt Brecht och Kurt Weill        | Gunilla Berg                 | Göteborgs stadsteater    |
| 2002 | Gregory                   | A Chorus Line James Kirkwood, Nicholas Dante, Edward Kleban och Marvin Hamlisch | Staffan Aspegren             | Göteborgsoperan          |
| 2007 | Ensemble                  | Rivierans Guldgossar (Dirty Rotten Scoundrels) David Yazbek och Jeffrey Lane    | Bo Hermansson                | Cirkus, Stockholm        |
| 2010 | Spats Colombo             | Sugar - I hetaste laget (Sugar) Jule Styne, Bob Merrill och Peter Stone         | Bo Hermansson                | Oscarsteatern            |
| 2011 |                           | Lorden från gränden (Me and My Girl) L. Arthur Rose och Noel Gay                | Anders Aldgård               | Gunnebo slottsteater     |
| 2012 | Inspicient François       | La cage aux folles Jerry Herman och Harvey Fierstein                            | Peter Dalle                  | Oscarsteatern            |
| 2013 | Rosencrantz               | Hamlet William Shakespeare                                                      | Linus Tunström               | Uppsala stadsteater      |
| 2014 | Bobby Tulltjänsteman m fl | Cabaret John Kander, Fred Ebb och Joe Masteroff                                 | Ronny Danielsson             | Uppsala stadsteater      |
| 2015 |                           | Bruksspelet i Klippan                                                           | Annika Kofoed                | Klippans pappersbruk     |
| 2016 | Alexis                    | Bruksspelet i Klippan                                                           | Annika Kofoed Bim Wikström   | Klippans pappersbruk     |
| 2017 |                           | Bruksspelet i Klippan                                                           | Annika Kofoed Bim Wikström   | Klippans pappersbruk     |
| 2017 | Sergeant Lombardi Cook    | Passion Stephen Sondheim och James Lapine                                       | Victoria Brattström          | Norrlandsoperan          |
| 2018 | Medverkande               | Cringe Marmelad Amelie Nörgaard och Anna Granath                                | Amelie Nörgaard Anna Granath | Malmö Stadsteater        |
| 2018 | Sjukhusspöke              | Ghost Dave Stewart, Glen Ballard och Bruce Joel Rubin                           | Anders Albien                | Chinateatern             |
| 2019 |                           | En alldeles särskild dag (Una giornata particolare) Bim Wikström och PO Nilsson | Annika Kofoed                | Helsingborgs stadsteater |
| 2021 | Dufayel Collignon         | Amélie Dan Messé, Nathan Tysen och Craig Lucas                                  | Markus Virta                 | Östgötateatern           |
| 2023 | Yngrot                    | De’ e’ det här vi kallar kärlek Monica Forsberg och Ingela ”Pling” Forsman      | Hans Marklund                | Nöjesteatern             |
| 2024 | Yngrot                    | De’ e’ det här vi kallar kärlek Monica Forsberg och Ingela ”Pling” Forsman      | Hans Marklund                | Göta Lejon               |

### Fotnoter
1. ↑  ”Stefan Clarin”. Svensk Filmdatabas. http://www.sfi.se/sv/svensk-filmdatabas/Item/?type=PERSON&itemid=352401&ref=%2ftemplates%2fSwedishFilmSearchResult.aspx%3fid%3d1225%26epslanguage%3dsv%26searchword%3dStefan+Clarin%26type%3dPerson%26match%3dBegin%26page%3d1%26prom%3dFalse. Läst 20 februari 2013.
2. ↑  Mikael Löfgren (2 november 1994). ”Ambitionen att underhålla är inte nog”. Dagens Nyheter. https://www.dn.se/arkiv/teater/ambitionen-att-underhalla-ar-inte-nog/. Läst 4 mars 2022.
3. ↑  Martin Nyström (9 mars 1997). ”'Tolvskillingsoperan' på 70-talet med groovig jazz och latinsk kryddning”. Dagens Nyheter. https://www.dn.se/arkiv/teater/granser-for-oheliga-allianser-rattelse-visserligen-utmarks-tolvskillingsoperan-av-de-mest-oheliga/. Läst 2 oktober 2021.
4. ↑  ”A Chorus Line”. Göteborgsoperan. Arkiverad från originalet den 5 mars 2018. https://web.archive.org/web/20180305202601/http://sv.opera.se/forestallningar/a-chorus-line-2002-2003/. Läst 6 mars 2018.
5. ↑  ”Rivierans guldgossar”. Chinateatern. Arkiverad från originalet den 23 september 2015. https://web.archive.org/web/20150923202921/http://www.chinateatern.se/show/rivierans-guldgossar/. Läst 3 september 2015.
6. ↑  ”Sugar - I hetaste laget”. Chinateatern. Arkiverad från originalet den 23 september 2015. https://web.archive.org/web/20150923202943/http://www.chinateatern.se/show/sugar-i-hetaste-laget/. Läst 3 september 2015.
7. ↑  Gunnebo slott och trädgårdar (8 juli 2011). ”Premiär för Lorden från gränden”. Pressmeddelande.  Läst 1 juli 2016.
8. ↑  ”La cage aux folles”. Chinateatern. Arkiverad från originalet den 23 september 2015. https://web.archive.org/web/20150923202854/http://www.chinateatern.se/show/la-cage-aux-folles/. Läst 3 september 2015.
9. ↑  ”Cabaret”. Uppsala stadsteater. Arkiverad från originalet den 4 mars 2016. https://web.archive.org/web/20160304224117/http://www.uppsalastadsteater.se/cabaret/. Läst 7 september 2015.
10. ↑  ”Passion”. Norrlandsoperan. http://norrlandsoperan.se/forestallning/passion/. Läst 10 februari 2018.
11. ↑  ”Ghost”. Chinateatern. https://showtic.se/forestallningar/ghost/medverkande/. Läst 11 november 2018.
12. ↑  ”Musikalen De’ e’ det här vi kallar kärlek, Malmö”. Julius Produktion och Krall Entertainment. https://musikalenkarlek.se/malmo/. Läst 29 september 2024.
13. ↑  ”Musikalen De’ e’ det här vi kallar kärlek”. Julius Produktion och Krall Entertainment. https://musikalenkarlek.se/. Läst 29 september 2024.